# Vittoria Tesi
Vittoria Tesi ( "La Fiorentina" o "La Moretta") (Florencia, 13 de febrero de 1701-Viena, 9 de mayo de 1775) fue una cantante de ópera italiana (y más tarde profesora de canto) del siglo XVIII. Su rango vocal era el de un contralto. Ella es "considerada la primera cantante negra importante en la historia de la música occidental".
Su carrera operística comenzó con actuaciones en Parma y Bolonia en 1716. En 1718 era virtuosa di cámara para el Príncipe de Parma en Venecia. El año siguiente fue a Dresde donde cantó para Antonio Lotti junto a Senesino y Margherita Durastanti. En 1721 marchó de nuevo a Italia para la temporada florentina de Carnaval, y durante los siguientes 26 años recorrió Italia, con actuaciones en el extranjero limitadas a una temporada en Madrid en 1739-1740. En Italia actuó en Venecia, Milán, Turín y en muchas otras ciudades grandes y pequeñas en el Centro Norte, así como en Nápoles.. Su carrera llegó a su punto más alto entre las décadas de 1730 y 1740, cuando cantó junto a cantantes tales como Caffarelli; en 1737 participó en la inauguración del Teatro San Carlo de Nápoles, interpretando el papel en travesti del protagonista del Achille in Sciro de Domenico Sarro; en 1744 interpretó el papel principal en la Ipermestra de Christoph Willibald Gluck en Venecia; en 1748 se mudó permanentemente a Viena y participó en la inauguración del Burgtheater asumiendo la parte principal en Semiramide riconoscita, nuevamente de Gluck, con un libreto de Pietro Metastasio. Este trabajo persuadió a Metastasio de los méritos de "La Fiorentina", de los cuales se dijo que anteriormente no habría sido entusiasta.
Después de exitosas representaciones en Achille in Sciro y Didone abbandonata de Niccolò Jommelli (1749), ambos sobre libretos de Metastasio,  y una temporada muy ocupada en 1750, Tesi comenzó a retirarse de la escena. En 1751 se convirtió en directora de vestuario del Burgtheater. Enseñó canto durante muchos años bajo la protección del Príncipe José de Sajonia-Hildburghausen, en cuyo palacio vienés se instaló permanentemente hasta su muerte en 1775. Entre sus alumnos se encontraban Caterina Gabrielli y Elisabeth Teyber. 
Ange y Sara Goudar la calificaron como "quizás la primera actriz que recita así de bien cantando mal", mientras que tanto Charles Burney como Johann Joachim Quantz alabaron su capacidad de actuar, pero también su profunda voz de contralto y su dominio del el arte de cantar, aunque sin presumir de virtuosismo. Según Esteban de Arteaga y Giovanni Battista Mancini (1714-1800), Tesi fue, con mucho, la mejor cantante-actriz del siglo XVIII. 